# 알리 케이타
알리 케이타(스웨덴어: Aly Keita, 1986년 12월 8일 ~ )는 외스테르순드 FK에서 골키퍼로 활약하고 있는 기니의 프로 축구 선수이다. 스웨덴에서 태어난 그는 기니 국가대표팀에서 뛰고 있다.

## 구단 경력
케이타는 2007년 시리아스카 IF로 이적하기 전, 스킬예보 SK에서 선수 생활을 시작했다. 2012 시즌 직전, 케이타는 시리아스카 IF를 떠나 베스테로스 SK로 자유 이적했다.

### 사건
2016년 8월 15일, 케이타는 옌셰핑스 셰드라 IF와의 경기에서 투구 침략자의 공격을 받았다. 1-1로 비길 뻔 했던 경기가 끝날 무렵, 한 침략자가 경기장으로 달려나와 케이타를 붙잡았다. 그는 나중에 대결 중에 신전에 부딪혔다고 보고했다. 이 사건 이후, 17세의 침략자는 체포되었고 경기는 중단되었다.
그 해 스웨덴 1부 리그에서 경기가 취소된 것은 이번이 두 번째이며, 첫 번째 경기는 IFK 예테보리와 4월 말뫼의 경기였다.

## 국가대표팀 경력
케이타는 스웨덴에서 기니 아버지와 노르웨이 어머니 사이에서 태어났다. 그는 2018년 4월에 기니 축구 국가대표팀을 대표하기로 선택했고, 2018년 10월에 국가대표팀에 소집되었다. 케이타는 2018년 10월 12일 르완다와의 2019년 아프리카 네이션스컵 예선 전에서 기니 국가대표팀으로 합류해 데뷔했다.